# St. Mammas (Finningen)

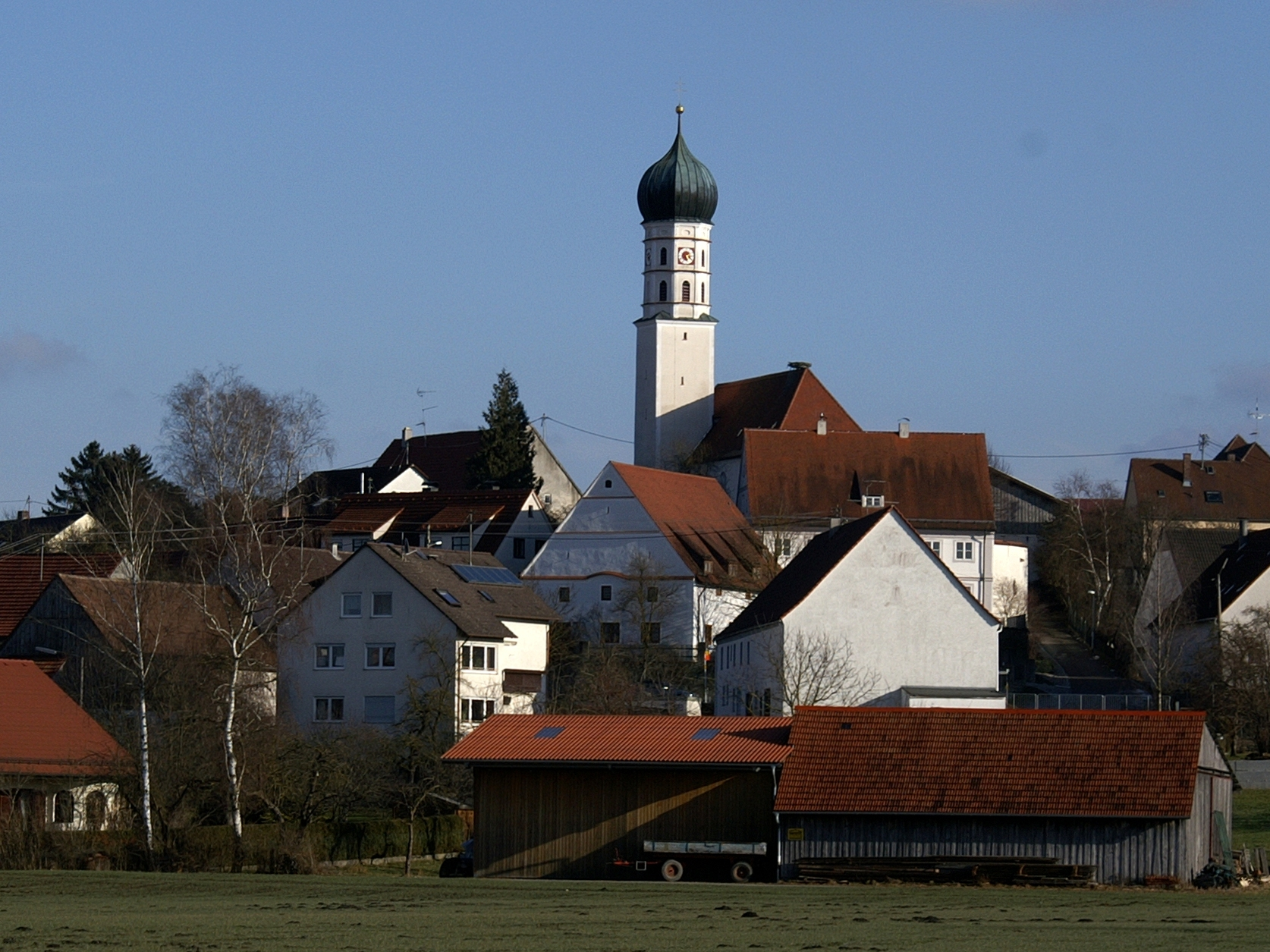
St. Mammas in Finningen

St. Mammas ist die römisch-katholische Pfarrkirche in Finningen, einem Stadtteil von Neu-Ulm im Landkreis Neu-Ulm in Bayern. Das denkmalgeschützte Bauwerk ist in der Liste der Baudenkmäler in Neu-Ulm als Baudenkmal unter der Nr. D-7-75-135-60 eingetragen. Kirchenpatron ist St. Mammas.

## Geschichte und Beschreibung

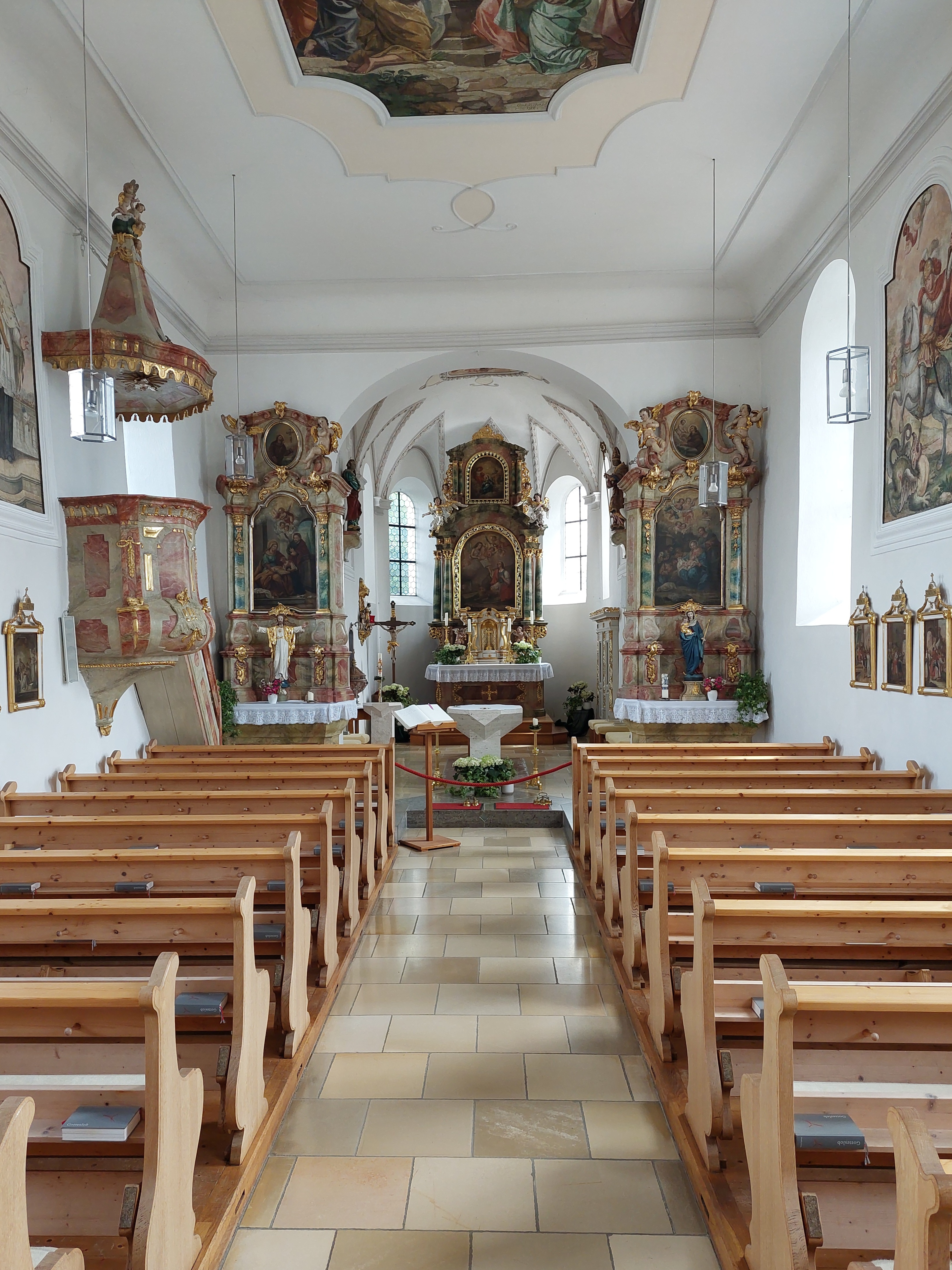
Blick zum Altar

Am höchsten Punkt des Ortes befindet sich die im Kern gotische Saalkirche, die auf den Grundmauern eines romanischen Vorgängerbaus errichtet wurde. Noch früher stand an dieser Stelle eine karolingische Steinkirche aus dem 9. Jahrhundert, und unter dem Kirchturm befand sich im 4. Jahrhundert ein spätrömischer Burgus. Außerdem wurden hier kaiserzeitliche Weihe-Inschriften und Münzen aus dem 1. bis 6. Jahrhundert gefunden. Diese Fundkonstellation und das in Mitteleuropa äußerst seltene St.-Mammas-Patrozinium legen ein besonders hohes Alter dieser Kirche nahe. 
Die heutige Kirche besteht aus einem Langhaus, das 1781 um ein Joch nach Westen verlängert wurde, einem um 1480 angebauten, eingezogenen, dreiseitig geschlossenen Chor im Osten, der Sakristei an der Südwand des Chors und einem Chorflankenturm an der Nordwand.
Der Innenraum des Langhauses ist mit einer Flachdecke überspannt. Der Chor hat ein Stichkappengewölbe. 
Der Chorflankenturm auf quadratischem Grundriss wurde 1701/02 mit zwei achteckigen Geschossen aufgestockt und mit einer gebauchten Zwiebelhaube aus dem 15. Jahrhundert bedeckt. Das obere Geschoss beherbergt die Turmuhr, das untere den Glockenstuhl mit vier Kirchenglocken.
Auf dem Altarretabel des um 1714 gebauten Hochaltars sind auf zwei Gemälden der hl. Mammas und die Marienkrönung dargestellt; es stammt aus den Jahren 1713–1716.

## Orgel

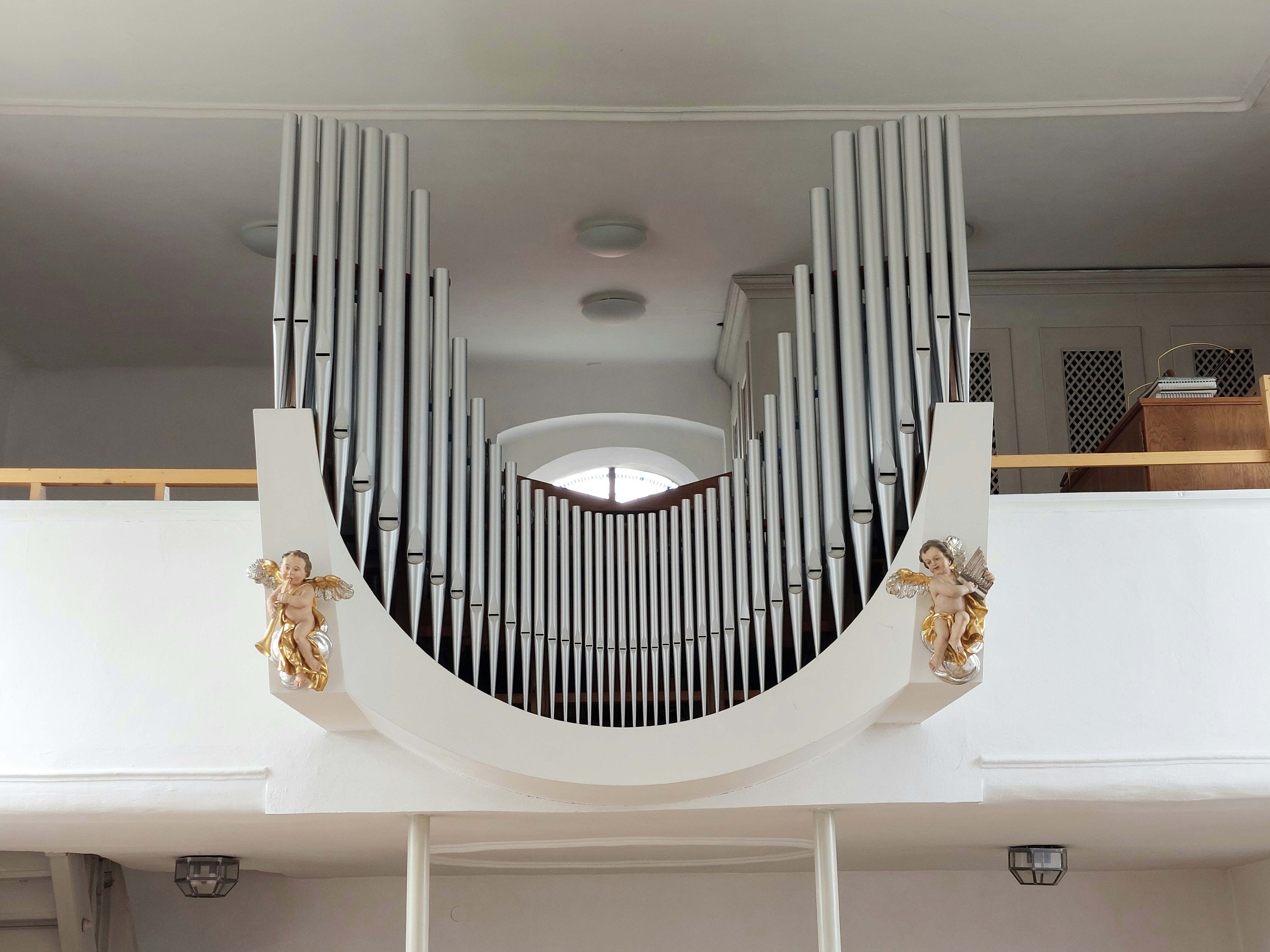
Orgelansicht

Die Orgel der St.-Mammas-Kirche stammt aus der Orgelbauwerkstatt der Gebrüder Sandtner. Das pneumatisch betriebene Instrument mit offenem Pfeifenprospekt wurde in den 1950er Jahren als Brüstungsorgel erbaut und bei einer Renovierung in den Jahren 1998/1999 nur leicht verändert. Die Orgel hat 14 Register, die sich auf zwei Manuale und Pedal verteilen.